# إيفرت بي بوب
إيفرت بي بوب (بالإنجليزية: Everett P. Pope) هو ضابط أمريكي، ولد في 16 يوليو 1919 في ميلتون في الولايات المتحدة، وتوفي في 16 يوليو 2009 في باث في الولايات المتحدة.